# Hanover (Nova Hampshire)
Hanover é uma cidade  localizada no estado americano de Nova Hampshire, no Condado de Grafton.

## Demografia
Segundo o censo americano de 2000, a sua população era de 10.850 habitantes.

## Geografia
De acordo com o United States Census Bureau tem uma área de
130,0 km², dos quais 127,1 km² cobertos por terra e 2,9 km² cobertos por água. Hanover localiza-se a aproximadamente 177 m acima do nível do mar.

## Localidades na vizinhança
O diagrama seguinte representa as localidades num raio de 24 km ao redor de Hanover.